# Randolph (Nova York)
Randolph és una població dels Estats Units a l'estat de Nova York. Segons el cens del 2000 tenia 1.316 habitants.

## Demografia
Segons el cens del 2000, Randolph tenia 1.316 habitants, 550 habitatges, i 343 famílies. La densitat de població era de 156,3 habitants per km².
Dels 550 habitatges en un 28% hi vivien nens de menys de 18 anys, en un 47,5% hi vivien parelles casades, en un 12,2% dones solteres, i en un 37,6% no eren unitats familiars. En el 32,9% dels habitatges hi vivien persones soles el 16% de les quals corresponia a persones de 65 anys o més que vivien soles. El nombre mitjà de persones vivint en cada habitatge era de 2,37 i el nombre mitjà de persones que vivien en cada família era de 3.
Per edats la població es repartia de la següent manera: un 24,8% tenia menys de 18 anys, un 8% entre 18 i 24, un 25,5% entre 25 i 44, un 23,9% de 45 a 60 i un 17,8% 65 anys o més.
L'edat mediana era de 39 anys. Per cada 100 dones de 18 o més anys hi havia 83,5 homes.
La renda mediana per habitatge era de 32.679 $ i la renda mediana per família de 39.861 $. Els homes tenien una renda mediana de 30.750 $ mentre que les dones 21.250 $. La renda per capita de la població era de 17.812 $. Entorn del 3,7% de les famílies i el 6% de la població estaven per davall del llindar de pobresa.